# 星形要塞

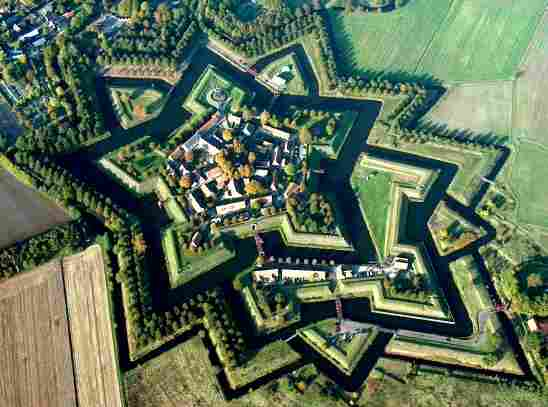
回復至1750年狀況的布爾坦赫要塞，位於荷蘭格羅寧根省

星形要塞（Star fort）是要塞的一種樣式，是在火藥時代來臨後，為了應付大炮而逐漸發展出來，最初出現於15世紀中葉的意大利。
星形要塞的一個特點是有許多三角形的稜堡。
到了16世紀，星形要塞的設計被傳揚到意大利以外的地方，在歐洲被廣泛採用，直到19世紀。
星形要塞的特点在于其众多相互掩护的棱角，所以不论从哪个方向被进攻，都可以从侧后方用火枪、弓箭等武器对攻城的敌人进行打击，使敵人進攻時同時面臨正面、側面甚至後方的反擊。非但如此，相比原本平直的城墙，星形城堡的棱角使得敌人即使用重炮也很难轰开一条开阔而缺乏防守的缺口发动攻城。侧斜的墙面使得炮火的威力大为减小，而星形的棱角又难以通达到城墙之后。即使花大力气打开缺口，也仍然要面对密集通过缺口时从各个方向的棱角的射击，这使得破坏城墙发动攻城几乎成为不可能。
星形要塞在东欧有效的抑制了奥斯曼帝国的进攻，为欧洲和基督教世界的众多蕞尔小邦免于被强大的鄂圖曼苏丹吞并做出了重要的贡献。直到更新式，威力更大的加农炮出现以前，星形要塞都是非常可靠的军事据点。即使到现在，如果没有重武器支援，要突破有人据守的星形要塞也是一种艰难的任务。